# Tom Platz

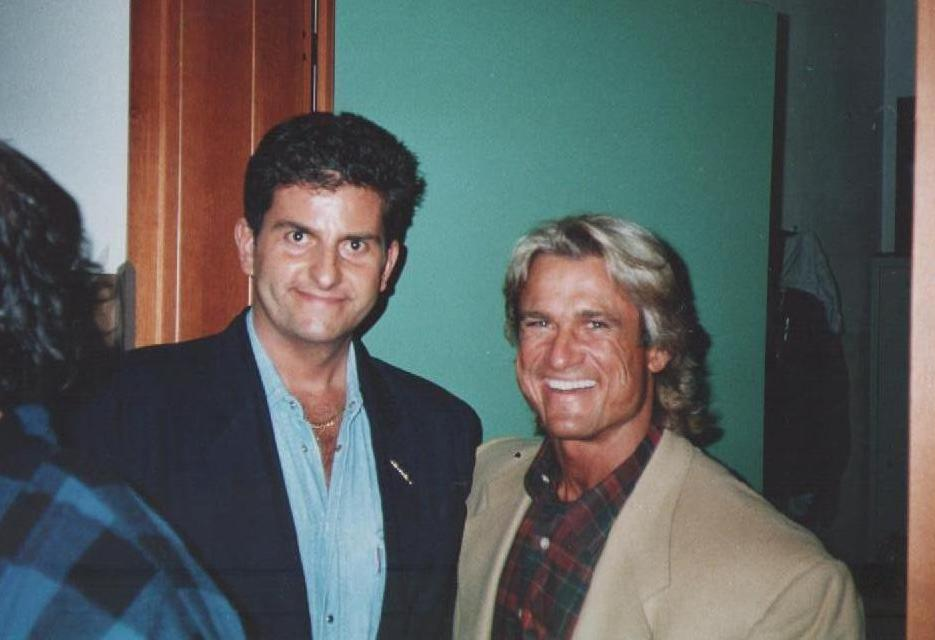
Tom Platz (rechts) 1995 mit Paolo Tassetto

Thomas Steven „Tom“ Platz (* 26. Juni 1955 in Fort Sill,  Oklahoma) ist ein US-amerikanischer Bodybuilder, bekannt als „The Golden Eagle“.

## Leben
Thomas Steven Platz wurde auf einer Armeebasis in Fort Sill geboren.
Zu Weihnachten 1965 schenkten seine Eltern ihm ein Joe Weider Gewichtset, von dem Platz eigenen Angaben nach sofort wusste, dass es sein Leben verändern würde. Die Wettkampfkarriere des Tom Platz startete dann im Jahr 1973 mit der Teilnahme am Mr. Adonis Wettkampf.
Acht Jahre später erreichte er den Höhepunkt seiner Karriere, als er 1981 beim internationalen Bodybuilding-Wettkampf Mr. Olympia den 3. Platz belegte, nachdem er sich im Jahr 1980, als Arnold Schwarzenegger seinen siebten und letzten Titel errang, nicht für das Finale hatte qualifizieren können.
Zu seinen Bestzeiten in den 1980er Jahren war er eigenen Angaben nach in Wettkampfform immer zwischen 95 und 108 kg schwer und hatte die besten Erfolge bei weniger als 30 mg Testosteroninjektion pro Tag.
Es ist unter Bodybuildern allgemeiner Konsens, dass Platz über die herausragendsten Beine der 1980er Jahre verfügte. Sie übertrafen die aller anderen damaligen Wettkampfbodybuilder an Umfang, Anzahl der Riefen und Definition, so dass auch Arnold Schwarzenegger nicht in der Lage war, mit dieser Form und Masse mitzuhalten.
Jusup Wilkosz, der bislang erfolgreichste deutsche Bodybuilder, äußerte in einem Interview, dass er zehn Jahre seines Lebens opfern würde, um Beine wie Platz sein Eigen nennen zu können. (“I’d give ten years of my life for legs like that.”)
Im Jahr 1986 erklärte Platz seinen Rückzug vom Wettkampfbodybuilding.
Heutzutage (2012) lebt er in Südkalifornien, wo er gemeinsam mit seiner Frau Cha Nikito-Platz ein Fitnessunternehmen leitet. Daneben hält er Vorträge über Bodybuilding, Ernährung und Fitness.

## Sportliche Erfolge
- 1973    Mr. Adonis - AAU
- 1979    Mr. Olympia                         8. Platz (bis 200 Pfund)
- 1980    Mr. Olympia                         9. Platz
- 1980    Pro Mr. Universe                    2. Platz
- 1981    Mr. Olympia                         3. Platz
- 1982    Mr. Olympia                         6. Platz
- 1984    Mr. Olympia                        10. Platz
- 1985    Mr. Olympia                         7. Platz
- 1986    Mr. Olympia                        11. Platz